# Waipoua otiana
Waipoua otiana är en spindelart som beskrevs av Forster och Norman I. Platnick 1985. Waipoua otiana ingår i släktet Waipoua och familjen Orsolobidae. Inga underarter finns listade i Catalogue of Life.